# Junna (Sängerin)
Junna Sakai (japanisch 境 純菜 Sakai Junna; * am 2. November 2000 in Nagoya, Präfektur Aichi), bekannt unter ihrem Bühnennamen JUNNA (じゅんな) ist eine japanische Popmusikerin.

## Leben und Karriere
Junna wurde am 2. November 2000 in Nagoya in der Präfektur Aichi geboren. Ihre Karriere begann als sie dem fiktiven Charakter Mikumo Guynemer, der Leadsängerin der fiktiven Band Walküre, aus der Animeserie Macross Δ ihre Gesangsstimme lieh. Zu diesem Zeitpunkt war sie lediglich 14 Jahre alt, wodurch sie zur jüngsten Interpretin in der 35-jährigen Franchise-Geschichte wurde. Nach der Ausstrahlung der letzten Episode des Anime spielte Junna gemeinsam mit den anderen Synchronsprecherinnen der Serie als Walküre ein zweitägiges Konzert in der Yokohama Arena, welches an beiden Tagen ausverkauft war. Das Konzert wurde aufgezeichnet und als DVD veröffentlicht.
Im März des Jahres 2017 wurde entschieden, dass Junna eine Solo-Karriere als Popsängerin starten und eine kleine Tournee mit Stops in Tokio, Osaka und ihrem Heimatort Nagoya absolvieren werde. Bereits im Juni gleichen Jahres erschien mit Vai! Ya! Vai! ihr erstes Mini-Album. Dieses konnte sich auf Anhieb auf Platz 21 der japanischen Albumcharts von Oricon platzieren und drei Wochen lang in der Bestenliste verbleiben. Am 11. und 12. August 2017 absolvierte JUNNA ihr erstes Konzert in den Vereinigten Staaten im Rahmen der Anime Expo. Im November 2017 veröffentlichte sie die Single Here, welches im Vorspann der ersten zwölf Episoden der Animeserie Die Braut des Magiers zu hören ist. Die Single erreichte Platz 14 und verblieb 16 Wochen lang in den nationalen Singlecharts. Auch erhielt Here eine Goldene Schallplatte in Japan.
Im Jahr 2018 absolvierte sie ihre zweite Tournee durch Japan mit Stationen in Tokio, Osaka, Nagoya und Sendai, um die Veröffentlichung ihrer ersten Solo-Single zu zelebrieren. Während dieser Tour kündigte sie ihre zweite Single, welche im Abspann von Lord of Vermillion zu hören ist, für Juli des gleichen Jahres an. Am 31. Oktober 2018 erschien mit 17 Sai ga Utsukushii Nante, Dare ga Itta. ihr erstes vollwertiges Debütalbum, dass auf Platz zwölf der Oricon-Albumcharts sprang und dort drei Wochen verblieb.
2019 sang sie das Lied Kono Yubi Tomare ein, dass für die zweite Staffel der Animeserie Kakegurui verwendet wurde. Im selben Jahr steuerte Junna mit Iru Imi den Abspanntitel zur Animeserie BEM, einer Neuauflage der Serie Humanoid Monster Bem, bei. Am 25. September 2020 kündigte Junna die Veröffentlichung ihres zweiten Studioalbums mit dem Titel 20x20 für den 9. Dezember gleichen Jahres an.
Im Zuge der zum fünfzehntal mal vergebenen Seiyū Awards erhielt sie als Teil der fiktiven Musikgruppe Walküre eine Auszeichnung in der Kategorie Gesangsperformance.

## Privates
Angesprochen auf ihren Nutzernamen auf Twitter und Instagram, der junnarockyou lautet, antwortete Junna auf die Frage, ob sie Rockmusik höre und wer ihre Lieblings-Rock-Künstler seien, dass sie Rockmusik möge und besonders One Ok Rock schätze. Dennoch habe der Nutzername nichts damit zu tun.

## Diskografie

### Mit Walküre
- 2015: Ikenai Borderline (Single)
- 2016: Koi Halation THE WAR (Single)
- 2016: Ichido Dake no Koi Nara / Rune ga Pikatto Hikattar (Single)
- 2016: Zettai Reido θ Novatic / Hametsu no Junjou (Single)
- 2016: Walküre Attack! (Studioalbum)
- 2016: Walküre Trap! (Studioalbum)
- 2017: Walküre ga Tomaranai (Single)
- 2017: Walküre LIVE 2017 "Walküre ga Tomaranai" at Yokohama Arena (Live-DVD)
- 2018: Walküre ga Uragiranai (Single)

### Solo
- 2017: Vai! Ya! Vai! (Mini-Album)
- 2017: Here (Single)
- 2018: Akaku, Zetsubō no Hana. (Single)
- 2018: 17 Sai ga Utsukushii Nante, Dare ga Itta. (Album)
- 2019: Kono Yubi Tomare (Single)
- 2019: Iru Imi (Single)
- 2020: 20x20 (Album)
- 2021: Umi to shinju (Album)